# Катена, Том
Том Катена (англ. Thomas Catena; род. 27 апреля 1964) — американский врач, хирург и христианский активист. Работает в городе Гидель в Нубийских горах с 2008 года.
В 2015 году The New York Times публиковала инструкции о том, как пожертвовать Катене. В мае 2017 года он был награждён Премией «Аврора» за пробуждение гуманизма, получив грант в размере 100 тысяч долларов и дополнительный миллион долларов для распределения трём гуманитарным организациям по своему усмотрению.

## Ранние годы и образование
Родился в Амстердаме, штат Нью-Йорк, в семье итало-американского судьи Джина Катены и его жены Нэнси. У Тома было шесть братьев и сестра. Его брат Павел — католический священник.
Катена окончил среднюю школу Амстердама, затем получил степень бакалавра в области машиностроения в Университете Брауна в 1986 году. Во время учёбы в Брауне Катена играл в команде по американскому футболу Brown Bears и был членом братства Дельта Фи. В 1987 году он провел год в качестве преподавателя английского языка в Токио. Позже благодаря стипендии ВМC США получил медицинскую степень в Университете Дьюка.

## Карьера
В 1992 году, во время своего четвёртого года в университете Дьюка, Том Катена отправился в свою первую миссию в Кению. После окончания университета в 1993 году он прошёл годичную стажировку по внутренним болезням в военно-морском медицинском центре Сан-Диего, а затем присоединился к Военно-морским силам США. В течение следующих четырёх лет он служил авиационным врачом; в этом качестве с 1994 по 1995 год он пребывал на военно-морском объекте поддержки Диего-Гарсия. После увольнения из ВМС в 1997 году Катена поступил в аспирантуру в области семейной медицины в госпиталь Юнион в Терре-Хот, штат Индиана, а также участвовал в одномесячных поездках медицинской миссии в Гайану (1997 год) и Гондурас (1998 год).
Закончив аспирантуру в 1999 году, Катена решил продолжить добровольческую деятельность в Совете католической медицинской миссии (CMMB) и провёл два с половиной года в качестве врача-миссионера в больнице Богоматери Лурдес Мутомо в сельском поселении Мутомо на юге Кении. С 2002 по 2007 год он работал консультантом в частной больнице миссии Святой Марии в Найроби.

### Работа в Судане
С помощью CMMB Катена вызвался помочь римско-католической епархии Эль-Обейда создать больницу Матери Милосердия в Нубийских горах. Она была построена в 2007 году и заработала в марте 2008 года. Регион был зоной активного конфликта с начала 2011 года, и Катена был единственным хирургом для окружающего населения в 750 000 человек. Подведомственная территория больницы охватывает примерно треть Южного Кордофана и сравнима по площади со всей Австрией. Путь пациентов до больницы часто занимает неделю автостопом или пешком. В любой момент времени в госпитале от 300 до 450 стационарных больных. Пациенты посещают госпиталь для лечения различных заболеваний, начиная от переломов, диареи, заболеваний щитовидной железы и рака, а также все большего числа жертв бомбардировок или недоедания, вызванного войной.
Гуманитарная помощь в регионе ограничена. Немногие НКО работают в регионе из-за условий, созданных официальным Хартумом. С 2012 года помощь прямо не запрещена, но на практике добровольцам закрыт въезд в регион. По состоянию на 2013 в регионе присутствовали немецкая Cap Anamur и американская Samaritan’s Purse, но они не нанимали местных обученных врачей. Из-за всевозможных ограничений Катена иногда вынужден использовать методы лечения, применяемые десятилетия назад. Его ежемесячный доход порядка 350 долларов, при этом он вовлечён в работу круглосуточно и без выходных. Кроме того, он вовлекает местное сообщество в работу в качестве медсестер и другого вспомогательного персонала, отправляя их на обучение в Кению, Южный Судан и Уганду.
В мае 2014 года госпиталь подвергся бомбардировке суданским истребителем Су-24. Никто не пострадал, но теперь в госпитале создали ряд окопов, где пациенты и персонал могут скрыться на время обстрела.
Катена благодарит католическую веру и говорит, что вдохновлён святым Франциском Ассизским. Среди местных жителей Катена известен как «Доктор Том» и широко уважаем.
«Основная моя мотивация — религиозная. Я католический миссионер. Христос говорит, „что бы ты ни делал для своих братьев и сестер, ты делаешь для меня“. Мои братья и сестры — это бедные люди, которые получили травмы, которыми больше никто не занимается, кто оставлен без внимания»Том Катена

## Признание
С 2016 года Катена является членом отборочного комитета ежегодной Премии за выдающееся служение христианской медицинской миссии (L’Chaim Prize for Outstanding Christian Medical Mission Service), учреждённой Марком Герсоном. В 2017 году он был назван лауреатом гуманитарной инициативы «Аврора», учреждённой годом ранее.

## Семья
С мая 2016 года Том Катена женат на женщине по имени Насима, местной медсестре.